# 孫汝恩
孫汝恩（韓語：손여은，1983年8月4日—），韓國女演員。憑藉《結婚三次的女人》入圍第50屆百想藝術大賞電視部門女子新人演技賞。

## 演出作品

### 電視劇
- 2004年：MBC《天生緣分》飾演 南貞蘭
- 2005年：SBS《重返單身（朝鲜语：돌아온 싱글）》飾演 李允熙
- 2007年：SBS《戀人啊》飾演 車明順
- 2007年：MBC《Ground Zero（朝鲜语：그라운드 제로 (드라마)）》飾演 韓秀珍
- 2007年：MBC《New Heart》飾演 崔賢貞
- 2009年：SBS《燦爛的遺產》飾演 鄭仁英
- 2009年：SBS《Dream》飾演 孫汝真
- 2009年：MBC《穿透屋頂的High Kick》飾演 孫汝恩（特別出演 EP.2）
- 2011年：KBS《重案組》飾演 車秀妍（特別出演 EP.5～7）
- 2012年：KBS《大王之夢》飾演 真德女王
- 2012年：KBS《新娘面具》飾演 善華
- 2013年：MBC《龜巖許浚》飾演 素賢
- 2013年：SBS《結婚三次的女人》飾演 韓蔡琳
- 2015年：KBS《拜託了，媽媽》飾演 宣惠珠（EP.5 後加入）
- 2016年：KBS《Master－麵條之神》飾演 都賢貞（EP.5 後加入）
- 2016年：KBS《Drama Special－快樂的我的家》飾演 尹世貞
- 2017年：SBS《被告人》飾演 尹智秀（特別出演）
- 2017年：SBS《姐姐風采依舊》飾演 具世京
- 2018年：KBS《Suits》飾演 金文熙（EP.9 後加入）
- 2018年：MBC《壞爸爸》飾演 崔善珠
- 2020年：OCN《驅魔麵館》飾演 河聞聆（特別出演）
- 2021年：tvN《The Road：1的悲劇》飾演 李美都
- 2021年：KBS《戀慕》飾演 中殿
- 2022年：MBC《金湯匙》飾演 徐英信

### 電影
- 2005年：《芳心朵朵開》
- 2005年：《凸槌俏女警（朝鲜语：잠복근무）》
- 2008年：《血之期中考：死題》
- 2015年：《環遊世界（朝鲜语：세계일주 (영화)）》
- 2015年：《投幣儲物櫃（朝鲜语：코인라커）》
- 2017年：《保安官（朝鲜语：보안관 (영화)）》
- 2018年：《現在，很想見你》（特別出演）
- 2019年：《最普通的戀愛》飾演 千秀晶（特別出演）
- 2021年：《對外秘密》饰演 尚美
- 待定：《十九，三十九》

## 獎項
- 2017年：2017 SBS演技大賞—日日及週末劇部門 女子優秀演技獎

## 外部連結
- NAVER（页面存档备份，存于）
- 孫汝恩的Twitter（页面存档备份，存于）
- 孫汝恩的Instagram帳戶
- YouTube上的孫汝恩頻道
- 孫汝恩的CY[]